# Ауэ (Саксония)
А́уэ (нем. Aue) — район немецкого города Ауэ-Бад-Шлема, образованного 1 января 2019 года путём добровольного объединения до того самостоятельных города Ауэ и общины Бад-Шлема; расположен в федеральной земле Саксония.
Подчинён административному округу Хемниц. Входит в состав района Рудные Горы (район Германии). Население составляет 16012 человек (на 31 декабря 2017 года). Занимает площадь 20,94 км². Официальный код — 14 1 91 040.

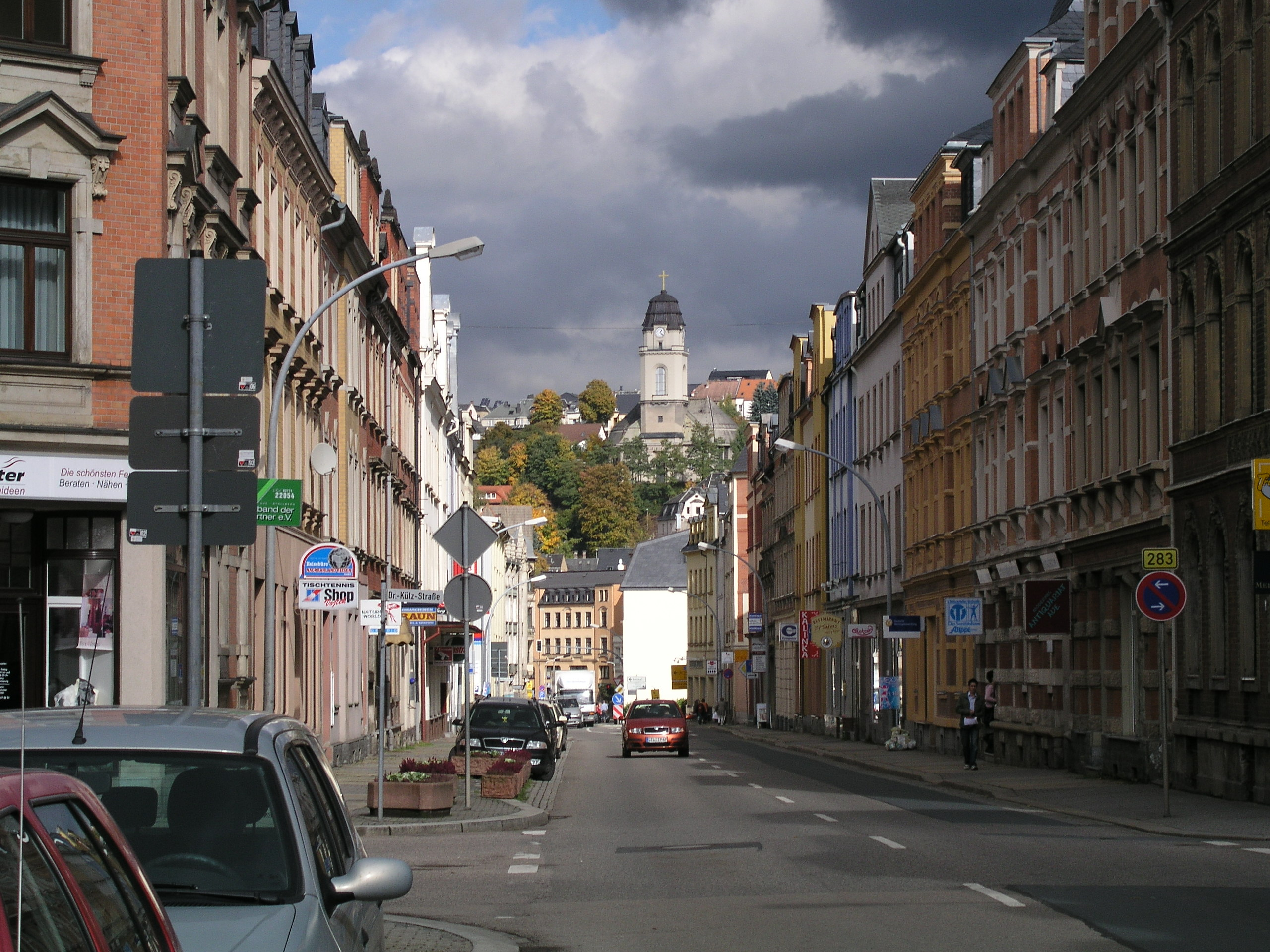
Веттинер-штрассе в центре Ауэ